# Een rimpel in de tijd
Een rimpel in de tijd (Originele titel: A Wrinkle in Time) is een jeugdboek uit 1962, geschreven door de Amerikaanse schrijfster Madeleine L'Engle. Het boek won de Newbery Medal, de Sequoyah Book Award, de Lewis Carroll Shelf Award en was de runner-up voor de Hans Christian Andersenprijs.

## Samenvatting
De hoofdpersonen Meg Murry, Charles Wallace Murry en Calvin O'Keefe beginnen een reis door de ruimte en tijd van het universum, terwijl ze op zoek zijn naar hun vader en de wereld proberen te redden.

## Verfilming
Het boek heeft twee geïnspireerde verfilmingen, zowel door Disney: een Canadese film uit 2003, geregisseerd door John Kent Harrison en een Amerikaanse film uit 2018, geregisseerd door Ava DuVernay.